# Carlos Perreau De Pinninck
Carlos Perreau De Pinninck Doménech (ur. 5 marca 1953 w Madrycie) – hiszpański polityk i przedsiębiorca, z wykształcenia prawnik, poseł do Parlamentu Europejskiego III kadencji.

## Życiorys
Ukończył studia prawnicze na Universidad de Deusto, kształcił się także w zakresie zarządzania na ICADE przy Universidad Pontificia Comillas w Madrycie. Od 1977 do 1986 pracował na stanowiskach menedżerskich w Banco Urquijo i Citibanku, odpowiadając za rynki kapitałowe.
Zaangażował się w działalność partii Agrupación Ruiz-Mateos, prowadzonej przez jego teścia José Maríę Ruiz-Mateosa. Z jej listy w 1989 został wybrany do Parlamentu Europejskiego jako jeden z dwóch posłów ugrupowania. Początkowo pozostawał niezrzeszony, we wrześniu 1989 dołączył do Europejskiego Sojuszu Demokratycznego. Należał do Komisji Budżetowej i Komisji ds. Petycji, a także Delegacji ds. stosunków ze Szwecją. W 1994 nie uzyskał reelekcji, gdy jego ugrupowanie nie przekroczyło progu wyborczego. W 2003 został partnerem w prywatnym przedsiębiorstwie. Związał się później z Fundación Joan Boscà.
Od 1988 żonaty z Begoñą, córką José Maríi Ruiz-Mateosa.